# Толмачёва (Иркутская область)
Толмачёва — деревня в Качугском районе Иркутской области России. Входит в Верхоленское муниципальное образование.
Находится на левом берегу реки Куленги (в 0,5 км от места впадения её в Лену), в 2 км к западу от центральной части села Верхоленск.

## Население
| 2002 | 2010 | 2011 | 2012 |
| ---- | ---- | ---- | ---- |
| 97   | ↘54  | →54  | ↘46  |

По данным Всероссийской переписи, в 2010 году в деревне проживали 54 человека (32 мужчины и 22 женщины).